# Église protestante en Rhénanie
L’Église protestante en Rhénanie (en allemand : Evangelische Kirche im Rheinland, abbr. EKiR) est une église protestante présente dans certaines parties des états allemands de Rhénanie du Nord-Westphalie, Rhénanie-Palatinat, de la Sarre et de la Hesse (Wetzlar). C’est en fait le territoire par l’'ancienne province prussienne de Rhénanie. En décembre 2019, cette église comptait 2 453 379 membres répartis en 668 paroisses. L’Église protestante en Rhénanie est l’une des 20 églises constitutives de l’Église protestante en Allemagne (EKD).

## Histoire
L’Église protestante en Rhénanie a été créée le 12 novembre 1948, lorsque la province ecclésiastique de Rhénanie de l’Église protestante de l'Union prussienne devint une église indépendante à la suite de la division de l'Allemagne. Elle est cependant restée membre de l’organisation héritière de l’Église protestante de l’Union prussienne, devenue simple organe de coordination.
Historiquement, l’Église protestante de l’Union prussienne est une « Église unie », c’est-à-dire que ses paroisses ont accepté la liturgie commune et le double rattachement luthéro-réformé que le souverain Frédéric-Guillaume III de Prusse – lui-même réformé marié à une luthérienne – voulut imposer à tous ses sujets en 1817 (à l’occasion du 3e centenaire de la Réforme).

## Théologie, discipline et rattachement
L’enseignement théologique remonte à Martin Luther, mais comporte aussi les confessions de foi réformées. Le site de l’Église fait d’abord référence à la Bible comme « source et ligne directrice pour la foi et pour la vie », rappelle l’attachement de l’Église protestante en Rhénanie aux nombreuses confessions de foi qui engagent l’église et la relient aux autres églises, citant notamment le Symbole des Apôtres ("prononcé dans les offices religieux presque tous les dimanches") et la Déclaration de Barmen (1934), sans oublier de préciser que ces expressions de la foi de l’église sont datées et ont un besoin permanent de discussion et de critique à chaque génération.
L’ordination des femmes est autorisée. La bénédiction des unions de même sexe a été autorisée par le synode et dépend du conseil presbytéral (allemand: Presbyterium).
Outre son rattachement à l’Église protestante en Allemagne (EKD), l’Église protestante en Rhénanie est par ailleurs membre de l’Union des Églises protestantes et de l’Alliance réformée allemande. Elle a aussi adhéré à la Communion des Églises protestantes en Europe (CEPE) et à la Conférence des Églises sur le Rhin.

## Gouvernance
Le siège de l’église est à Düsseldorf. Le chef de l’église est un président dénommé « praeses » (en allemand : Präses, du mot latin praeses, praesides désignant un gouverneur). L’actuel praeses est Thorsten Latzel.
L’assemblée législative de l’Église protestante en Rhénanie est le synode régional (Landessynode). L’élection du synode a lieu tous les quatre ans. Depuis 1975, le synode se réunit chaque année en janvier à Bad Neuenahr-Ahrweiler (c’était à Bad Godesberg auparavant). Son président élu (praeses) est également le président de l’Église.
Le corps législatif, alors appelé le synode provincial (Provinzialsynode), était déjà établi lorsque l'église rhénane formait encore une province ecclésiastique de l’Église protestante de l'ancienne Union prussienne. Les praesides de l’époque étaient seulement les modérateurs du synode, mais le chef spirituel de la province ecclésiastique était le surintendant général (Generalsuperintendent), tandis que le responsable légal et juridique de l’église était le président du consistoire (Präsident des Konsistoriums). C’est uniquement depuis que la province ecclésiastique est devenue une Église indépendante que ces fonctions ont fusionnée.

## Bâtiments
L’Église ne comporte pas de cathédrale. Elle dispose en revanche d’une salle de conférence importante appelée Evangelische Akademie de Bonn-Bad Godesberg.